# The Desert Song (1953)
The Desert Song é um filme musical estadunidense de 1953, dos gêneros aventura e romance, dirigido por H. Bruce Humberstone, e estrelado por Kathryn Grayson e Gordon MacRae. O roteiro de Max Steiner e Roland Kibbee foi baseado no livro e peça teatral homônimos de 1926, de Oscar Hammerstein II, Otto A. Harbach, Frank Mandel e Laurence Schwab.
É a terceira versão cinematográfica da história, a terceira feita pela Warner Bros., e a segunda inteiramente filmada em Technicolor de três tiras. Embora tenha sido lançado em 1953, não foi feito em ecrã panorâmico; na época, a 20th Century Fox detinha os direitos de CinemaScope, que havia sido introduzido naquele ano, no filme "The Robe".

## Sinopse
O enredo original é basicamente o mesmo, com algumas alterações significativas. Benny é retratado como um covarde cômico, embora seu personagem não seja homossexual nessa versão. O alter ego de El Khobar é o de um professor de latim e antropólogo bem-educado, a quem Birabeau (Ray Collins) contrata para impedir que Margot (Kathryn Grayson) flerte com seu regimento.
A conclusão do filme é um pouco diferente, já que El Khobar (Gordon MacRae) não é filho de Birabeau nessa versão. Após a batalha final, os soldados do general percebem que El Khobar e os rifenhos estavam realmente do lado deles, os ajudando a prevenir uma grande revolta. Quando alguém pergunta: "E onde está El Khobar?", MacRae, em suas vestes normais de professor, entra carregando as roupas de El Khobar e anuncia calmamente "El Khobar está morto". Margot fica triste, mas Birabeau, suspeitando da verdade, dissimporamente diz que todos eles podem ficar gratos ao "fantasma de El Khobar", piscando enquanto ele diz isso. Assim que ficam sozinhos, MacRae começa a cantar a música "One Alone to Margot", fazendo-a perceber que seu chato professor de latim e o arrojado El Khobar são a mesma pessoa.
A música "Gay Parisienne", escrita para a versão de 1943, foi retirada dessa versão do filme.

## Elenco
- Kathryn Grayson como Margot
- Gordon MacRae como Paul Bonnard / El Khobar, o líder fora-da-lei
- Raymond Massey como Sheik Youseff, o vilão
- Steve Cochran como Capitão Claud Fontaine, rival de El Khobar em busca do afeto de Margot
- Dick Wesson como Benjamin "Benjy" Kidd
- Allyn McLerie como Azuri
- Ray Collins como General Birabeau, aqui representado como pai de Margot, em vez do pai do herói
- Paul Picerni como Hassan
- Frank DeKova como Mindar
- William Conrad como Lachmed
- Trevor Bardette como Neri
- Mark Dana como Tenente Duvalle

## Produção

### Refilmagens
Como a versão original de 1929 tornou-se impossível de ser exibida nos Estados Unidos devido ao seu conteúdo da era pre-Code, que incluía insinuações sexuais, humor sugestivamente lascivo, e discussão aberta de temas como a homossexualidade, uma refilmagem totalmente reformulada (sem os temas polêmicos) foi lançada em 1943.

## Trilha sonora
O filme apresenta cerca de oito músicas da trilha original, mas todas as canções (ao contrário das versões de palco) são dadas a MacRae ou Grayson (ou ambos), ou ao coro.